# Dryopomera thailandica
Dryopomera thailandica is een keversoort uit de familie schijnboktorren (Oedemeridae). De wetenschappelijke naam van de soort is voor het eerst geldig gepubliceerd in 1996 door Švihla.